# منشأة الشيخ فضل
قرية منشأة الشيخ فضل هي إحدى القرى التابعة لمركز بني مزار بمحافظة المنيا في جمهورية مصر العربية. حسب إحصاءات سنة 2006، بلغ إجمالي السكان في منشأة الشيخ فضل 6621 نسمة، منهم 3403 رجال و3218 امرأة.